# Jan Cantius Solik
Jan Cantius Solik (?- 1739), též uváděný jako Jan Kantius, Johann Cantius nebo Solík byl františkán, cestovatel a autor poutnické příručky do Svaté země. Byl údajně polského původu a německého jazyka, administrativně však náležel a působil v české františkánské provincii svatého Václava. Slavné řeholní sliby a svátost kněžství přijal někdy před rokem 1690.
Za blíže nezjištěných okolností se Jan Cantius dostal do Svaté země, kde cestoval či pobýval po významných místech křesťanské tradice. Po svém návratu z cest zpracoval během pobytu v kroměřížském františkánském klášteře okolo roku 1710 poutnickou příručku či spíše průvodce pro poutníky do Svaté země: Fasciculus myrrhae in campis Pallestinae collectus, seu sacrorum locorum ibidem existencium brevi methodo descriptio. Knihu vytiskl brněnský tiskař Jan František Svoboda v roce 1716.
Františkán a cestovatel Jan Cantius Solik zemřel 16. prosince 1739 v Kroměříži.